# Jineteada gaucha
Jineteada gaucha ili doma gaucha je tradicionalni šport u kulturi gauča u Argentini, Paragvaja, Urugvaja u južnih dijelova Čilea. Glavni cilj je da jahač ostane na neukroćenom konju na određeno vrijeme, od 6 do 15 sekundi, ovisno o kategoriji.

## Kategorije
Postoji više kategorija, a glavne su:
- Kategorija crina ili bez sedla: Jahaču je dozvoljeno nositi samo kožni remen smješten oko konjskog vrata. Vrijeme izdržavanja je 8 sekundi.

- Kategorija surera: Jahač mora jahati životinju koristeći samo janjeću kožu kao podmetak. Uzde drže u jednoj ruci, a drugoj bič. Vrijeme izdržavanja je 12 sekundi.

- Kategorija basto: Jahač koristi stremena koja ne smije izgubiti u bilo kojem trenutku. Vrijeme izdržavanja je 15 sekundi.

## Poveznice
- Gaučo
- Čileanski rodeo
- Rodeo

## Vanjske poveznice
- Festival Nacional de Doma y Folklore de Jesús María (šp.)
- Jineteada gaucha Argentina (šp.)